# Karen da Silva (judoczka)
Karen da Silva (ur. 3 czerwca 1996) – australijska judoczka.
Uczestniczka mistrzostw świata w 2013. Startowała w Pucharze Świata w 2011 i 2012. Złota medalistka mistrzostw Oceanii w 2013. Mistrzyni Australii w 2012 i 2013 roku.